# Ablepharus deserti
Ablepharus deserti là một loài thằn lằn trong họ Scincidae. Loài này được Strauch mô tả khoa học đầu tiên năm 1868.

## Hình ảnh

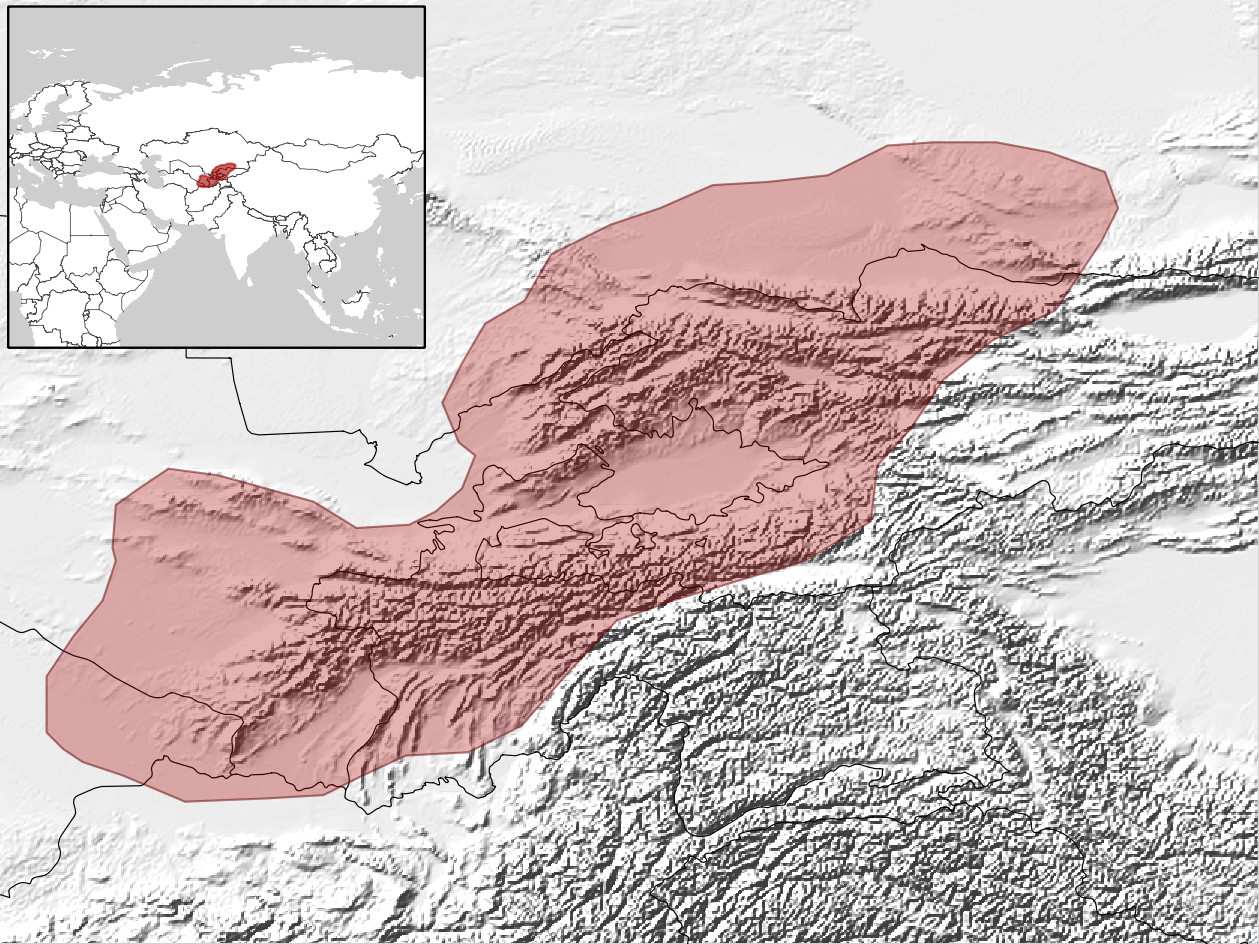